# 犹太游说集团
犹太游说集团，又稱犹太利益集团，是对以犹太人的利益為服務對象的游说集团的概称。这个词也可能被用作贬义词或反犹用词，以表示犹太人的影响力过大。